# Коновалы (Сумская область)
Коновалы (укр. Коновали) — село,
Сулимовский сельский совет,
Роменский район,
Сумская область,
Украина.
Код КОАТУУ — 5924189102. Население по переписи 2021 года составляло 153 человек.

## Географическое положение
Село Коновалы находится в 1,5 км от левого берега реки Ромен, недалеко от её истоков.
На расстоянии в 1,5 км расположено село Сулимы.
По селу протекает пересыхающий ручей с запрудами.
Рядом проходит автомобильная дорога Т-1907.

## Экономика
- Молочно-товарная ферма (разрушена).

## Объекты социальной сферы
- Дом культуры.